# Yutanduchi de Guerrero
Yutanduchi de Guerrero es una localidad del estado mexicano de Oaxaca. Es cabecera del municipio de Yutanduchi de Guerrero.

## Demografía
| Censo | Población |
| ----- | --------- |
| 1900  | 957       |
| 1910  | 963       |
| 1921  | 798       |
| 1930  | 903       |
| 1940  | 1082      |
| 1950  | 1044      |
| 1960  | 1424      |
| 1970  | 1214      |
| 1980  | 1375      |
| 1990  | 1266      |
| 1995  | 1301      |
| 2000  | 1139      |
| 2005  | 1052      |
| 2010  | 1148      |
| 2020  | 1077      |